# Jarząb

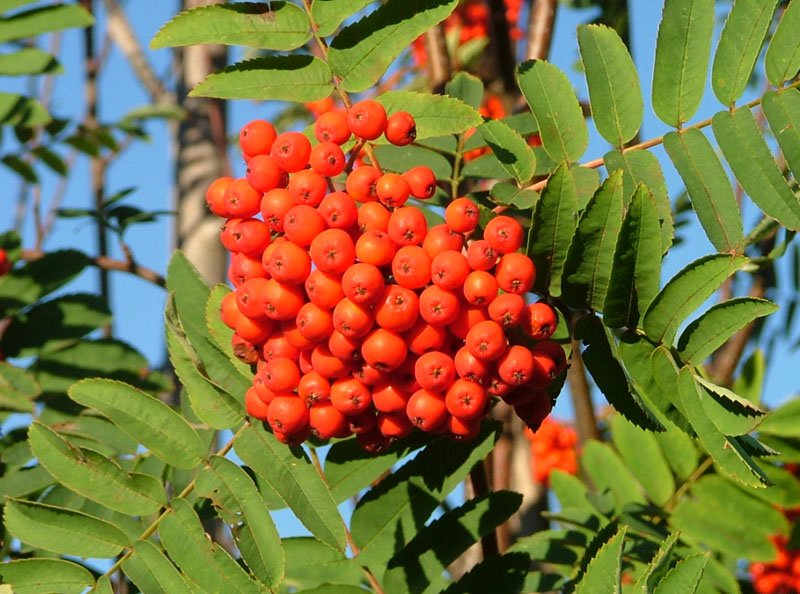
Owoce jarzębu pospolitego

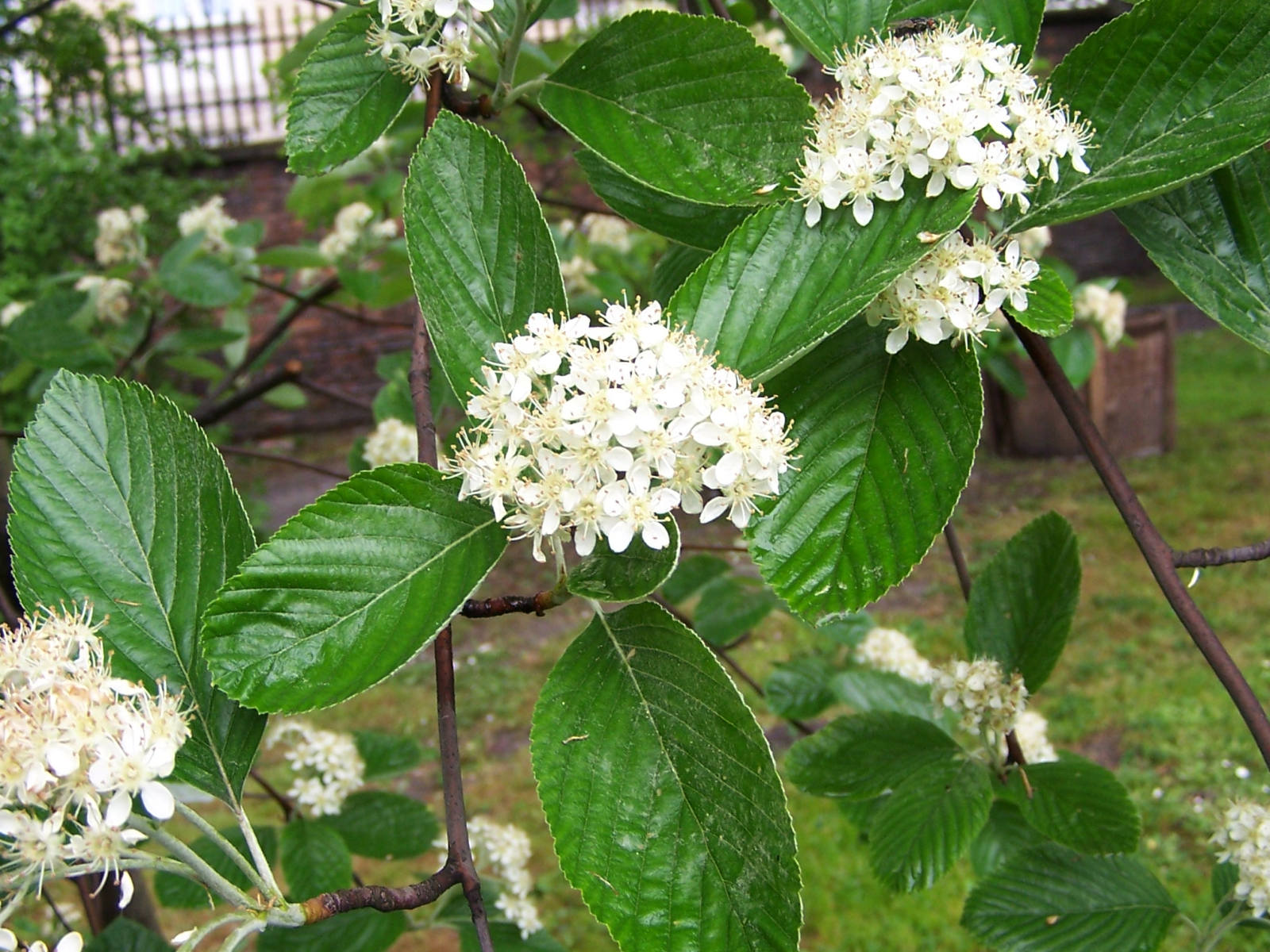
Jarząb mączny

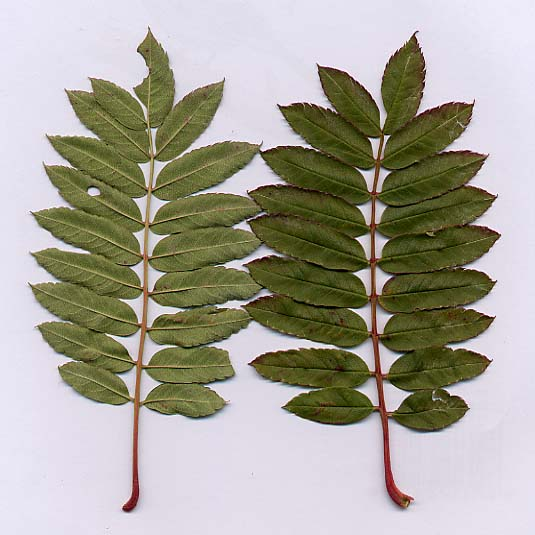
Liście (Sorbus cashmiriana)

Jarząb (Sorbus L.) – rodzaj drzew i krzewów należący do rodziny różowatych (Rosaceae). Należy do niego około 80–100 gatunków diploidalnych oraz co najmniej 170 taksonów pochodzenia mieszańcowego, zwykle poliploidalnych. Systematyka rodzaju jest trudna i w niektórych ujęciach bywa on rozdzielany na kilka rodzajów. Przedstawiciele występują w strefie klimatu umiarkowanego na półkuli północnej na obszarze Europy i Azji, w północnej Afryce oraz w Ameryce Północnej. Rosną w różnych siedliskach leśnych, na terenach górskich i skalistych, często na podłożu wapiennym, do wyjątków rosnących na mokradłach należy jarząb amerykański S. americana.
Wiele gatunków jest wykorzystywanych jako rośliny ozdobne i jadalne. Walorami ozdobnymi są jesienne zabarwienie liści i owoców, utrzymywanie się owoców przez zimę, u niektórych gatunków i odmian oryginalne zabarwienie owoców (białe, różowe), srebrzysto-szarymi liśćmi wyróżnia się jarząb mączny. Kwiaty są miododajne. Jadalne są owoce niektórych gatunków po przemrożeniu (co usuwa gorycz i je zmiękcza), wyhodowano także odmiany jarzębu pospolitego o owocach mniej gorzkich. Drewno jarzębów w Chinach używane jest w meblarstwie i do rzeźbienia. Niektóre gatunki wykorzystywane są jako lecznicze.

## Rozmieszczenie
Rodzaj występuje na wszystkich kontynentach w strefie umiarkowanej półkuli północnej. Podrodzaj typowy (lub w innych ujęciach rodzaj w wąskim ujęciu Sorbus sensu stricto) występuje w Ameryce Północnej (nie sięgając Meksyku), w całej Europie i na rozległych przestrzeniach Azji, bez Półwyspu Arabskiego, Indyjskiego i części południowo-wschodniej (sięgając jednak do Wietnamu). Podrodzaj lub rodzaj (w zależności od ujęcia) Aria obecny jest na rozległym obszarze Europy, bez jej północno-wschodniej części, w północno-zachodniej Afryce, w Azji południowo-zachodniej i w południowych Chinach. W szerszym ujęciu według GRIN (obejmującym gatunki wydzielane w rodzaj Micromeles) zajmuje rozleglejszy obszar w Azji Wschodniej – od Himalajów po Japonię, na południu poprzez Półwysep Indochiński po Sumatrę. Podrodzaje lub rodzaje (w zależności od ujęcia) Torminalis, Cormus i Chamaemespilus związane są z Europą sięgając do południowo-zachodniej Azji. Kompleksy mieszańców międzyrodzajowych czy też między podrodzajami wyróżniono głównie w Europie.
Gatunki dziko rosnące w Polsce w odniesieniu do szeroko ujmowanego rodzaju Sorbus sensu lato
Pierwsza nazwa naukowa według listy krajowej oparta na szerokim ujęciu rodzaju, druga według bazy taksonomicznej Plants of the World online z wąskim ujęciem rodzajów (jeśli jest inna)
- jarząb brekinia, brzęk (Sorbus torminalis (L.) Crantz ≡ Torminalis glaberrima (Gand.) Sennikov & Kurtto)
- jarząb grecki (Sorbus graeca (Spach) Kotschy ≡ Aria graeca (Lodd. ex Spach) M.Roem.)
- jarząb karpacki (Sorbus carpatica Borbás ≡ Aria edulis (Willd.) M.Roem.)
- jarząb mączny (Sorbus aria (L.) Crantz ≡ Aria edulis (Willd.) M.Roem.)
- jarząb nieszpułkowy (Sorbus chamaemespilus (L.) Crantz ≡ Chamaemespilus alpina (Mill.) K.R.Robertson & J.B.Phipps)
- jarząb pospolity, j. zwyczajny, jarzębina (Sorbus aucuparia L. em. Hedl.)
- jarząb sudecki (Sorbus sudetica (Tausch.) Fritsch. ≡ Majovskya sudetica (Tausch) Sennikov & Kurtto)
- jarząb szwedzki (Sorbus intermedia (Ehrh.) Pers. ≡ Scandosorbus intermedia (Ehrh.) Sennikov)

Poza tym z taksonów mieszańcowych podawane są z Polski:
- Majovskya ambigua (Michalet ex Decne.) Sennikov & Kurtto[15]
- Normeyera hostii (J.Jacq. ex Host) Sennikov & Kurtto[16]
- Normeyera schinzii (Düll) Sennikov & Kurtto[17]

## Morfologia
PokrójKrzewy i drzewa osiągające do 20 m wysokości. Pędy zróżnicowane są na długo- i krótkopędy.
LiścieSkrętoległe i sezonowe, u nasady z szybko odpadającymi przylistkami. Blaszki pojedyncze o brzegu piłkowanym, wrębnym lub klapowanym albo też pierzasto dzielne i pierzasto złożone.
KwiatyNajczęściej białe, rzadziej zaróżowione lub żółtawe. Niewielkie (o średnicy 1–1,5 cm), zebrane zwykle są w spłaszczonych podbaldachach rozwijających się w formie pąka w roku poprzedzającym kwitnienie. Kielich z 5 działkami, zrosłymi u nasady, zwykle trwałymi. Płatków 5, zaokrąglonych. Pręcików 15–20, rzadko do 25. Pylniki są żółte. Zalążnia jest dolna lub pośrednia, powstaje ze zrośniętych 2–5 owocolistków zawierających liczne zalążki. Szyjek słupka, wolnych lub zrosłych u nasady, jest od 2 do 5. Kwiaty zapylane są przez owady, ich zapach określany jest jako nieprzyjemny.
OwoceNieduże (u większości gatunków do 1,5 cm średnicy, rzadko do 3 cm), jabłkowate, czerwone lub pomarańczowe, brązowe, żółte, różowe, białe. Z każdej komory zalążni dojrzewa jedno, czasem dwa nasiona.

## Systematyka i pochodzenie rodzaju
Rodzaj o systematyce różnie przedstawianej i podlegającej dyskusji. Problemy wynikają z powszechności w tym rodzaju apomiksji, poliploidyzacji i łatwości krzyżowania nie tylko między blisko spokrewnionymi gatunkami, ale też między sekcjami oraz innymi rodzajami różowatych. Wiele należących do rodzaju gatunków obejmuje morfologicznie tożsame diploidy i tetraploidy, z osobnikami rozmnażającymi się po zapłodnieniu krzyżowym lub w wyniku apomiksji. Jarzęby diploidalne z reguły rozmnażają się po zapłodnieniu krzyżowym, część triploidów i tetraploidów jest samopylna. Stopień rozpoznania zmienności i relacji między jarzębami w różnych częściach ich zasięgu jest bardzo zróżnicowany i dla wielu obszarów wciąż bardzo powierzchowny.
Różni autorzy rozmaicie grupują należące doń taksony w sekcje, podrodzaje, a nawet wyodrębniają w osobne rodzaje. Przy szerokim ujęciu wyodrębnia się w obrębie rodzaju zwykle od 3 do 5 podrodzajów. W wąskich ujęciach zaliczane tu taksony rozdzielane są do szeregu osobnych rodzajów: Aria (Persoon) Hoost (ponad 50 gatunków), Torminalis Medicus (tylko jarząb brekinia Sorbus torminalis=Torminalis glaberrima), Chamaemespilus Medicus (tylko jarząb nieszpułkowy Sorbus chamaemespilus=Chamaemespilus alpina), Cormus Spach. (tylko jarząb domowy Sorbus domestica=Cormus domestica) i Sorbus s.str. (ponad 100 gat.), ewentualnie także Albocarmesinae. Spośród jarzębów występujących w Azji południowo-wschodniej wyodrębniana bywa grupa ok. 10 gatunków w randze osobnego rodzaju Micromeles Decne., alternatywnie włączanych do rodzaju/podrodzaju Aria. Za wyodrębnieniem w osobne rodzaje jarzębów o liściach pojedynczych – Aria i Torminaria przemawiają wnioski z analiz morfologicznych różnic w budowie kwiatów i owoców, przynajmniej częściowo wspierają takie rozstrzygnięcie badania molekularne. Podrodzaj Torminaria wyróżnia się chemizmem – specyficzną kompozycją flawonoidów, aromatycznymi i brązowymi owocami o grubej skórce.
Dla taksonów pochodzenia mieszańcowego w obrębie szeroko ujmowanego rodzaju Sorbus sensu lato zaproponowano nazwy rodzajowe: Scandosorbus (=Borkhausenia) = Aria × Sorbus × Torminalis (dwa gatunki, w tym jarząb szwedzki Sorbus intermedia=Scandosorbus intermedia), Hedlundia = Aria × Sorbus (ok. 50 gatunków), Karpatiosorbus = Aria × Torminalis (85 gat.), Majovskya = Aria × Chamaemespilus (5 gat.), Normeyera = Aria × Chamaemespilus × Sorbus (9 gat.).
W przypadku szerokiego ujęcia rodzaju według GRIN dzielony jest on na podrodzaje: Albocarmesinae, Aria (w tym Chamaemespilus), Cormus, Sorbus i Torminaria. Cormus i Torminaria są monotypowe, zaś pozostałe dzielą się na sekcje – Albocarmesinae: Discolores, Hypoglaucae, Insignes, Multijugae i Reductae; Aria: Alnifoliae, Aria, Chamaemespilus, Ferrugineae, Griffithianae, Micromeles, Thibeticae; Sorbus: Commixtae, Graciles, Sambucifoliae, Sorbus, Tianshanicae, Wilsonianae.
Jarzęby tworzą następujące mieszańce międzyrodzajowe: ×Amelasorbus Rehder (Sorbus × świdośliwa Amelanchier), ×Crataegosorbus Makino (Sorbus × głóg Crataegus), ×Sorbaronia C. K. Schneider (Sorbus × aronia Aronia), ×Sorbocotoneaster Pojarkova (Sorbus × irga Cotoneaster), ×Sorbopyrus C. K. Schneider (Sorbus × grusza Pyrus), ×Tormimalus Holub (Torminalis Medikus (= Sorbus subg. Torminaria) × jabłoń Malus).
Za pierwotny obszar pochodzenia rodzaju uważa się południowo-wschodnią Azję, skąd jego przedstawiciele rozprzestrzeniali się i różnicowali na obszarze Europy i Ameryki Północnej. Ze względu na bardzo skromne dane kopalne historia rodzaju jest oparta na dowodach pośrednich. Uważa się, że rodzaj mógł wyodrębnić się już w kredzie, ewentualnie w eocenie. 
Synonimy
Bardzo różne w zależności od ujęcia rodzaju, którego dotyczą. Według GRIN: Ariosorbus Koidz., Hahnia Medik., Micromeles Decne., Torminalis Medik.
Pozycja systematyczna według Angiosperm Phylogeny Website (aktualizowany system APG IV z 2016)
Rodzaj Sorbus należy do rodziny różowatych (Rosaceae), zaliczanej do obszernego rzędu różowców (Rosales) i wraz z nim do kladu różowych w obrębie okrytonasiennych. W obrębie rodziny należy do podrodziny Spiraeoideae, plemienia Pyreae, podplemienia Pyrinae.
Wykaz gatunków z rodzaju Sorbus sensu stricto
- Sorbus albopilosa T.T.Yu & L.T.Lu
- Sorbus americana Marshall – jarząb amerykański
- Sorbus amoena McAll.
- Sorbus arachnoidea Koehne
- Sorbus aucuparia L. – jarząb pospolity, j. zwyczajny, jarzębina
- Sorbus bissetii McAll.
- Sorbus bulleyana McAll.
- Sorbus californica Greene
- Sorbus carmesina McAll.
- Sorbus cashmiriana Hedl. – jarząb kaszmirski
- Sorbus cibagouensis H.Peng & Z.J.Yin
- Sorbus cinereopubescens McAll.
- Sorbus commixta Hedl. – jarząb dalekowschodni
- Sorbus coxii McAll.
- Sorbus decora (Sarg.) C.K.Schneid.
- Sorbus discolor (Maxim.) Maxim.
- Sorbus dolichofoliolatus X.F.Gao & Meng Li
- Sorbus domugledica Kárpáti
- Sorbus eburnea McAll.
- Sorbus ellipsoidalis McAll.
- Sorbus esserteauana Koehne
- Sorbus fansipanensis McAll.
- Sorbus faohraei Hedrén & J.Levin
- Sorbus filipes Hand.-Mazz.
- Sorbus foliolosa (Wall.) Spach
- Sorbus forrestii McAll. & Gillham
- Sorbus frutescens McAll.
- Sorbus gilgitana McAll.
- Sorbus glabriuscula McAll.
- Sorbus glomerulata Koehne
- Sorbus gonggashanica McAll.
- Sorbus gongshanensis X.F.Gao & Meng Li
- Sorbus gracilis (Siebold & Zucc.) K.Koch
- Sorbus hajastana Gabrieljan
- Sorbus helenae Koehne
- Sorbus herculis Kárpáti
- Sorbus himalaica Gabrieljan
- Sorbus hugh-mcallisteri Mikolá
- Sorbus hupehensis C.K.Schneid.
- Sorbus insignis (Hook.f.) Hedl.
- Sorbus keenanii Rushforth
- Sorbus khumbuensis McAll.
- Sorbus kiukiangensis T.T.Yu
- Sorbus koehneana C.K.Schneid.
- Sorbus kongboensis McAll.
- Sorbus kurzii (G.Watt ex Prain) C.K.Schneid.
- Sorbus kusnetzovii Zinserl.
- Sorbus lanpingensis L.T.Lu
- Sorbus lingshiensis Rushforth
- Sorbus longii Rushforth
- Sorbus lushanensis Xin Chen & Jing Qiu
- Sorbus macallisteri Rushforth
- Sorbus macrantha Merr.
- Sorbus maderensis (Lowe) Dode
- Sorbus matsumurana (Makino) Koehne
- Sorbus microphylla (Wall. ex Hook.f.) Wenz.
- Sorbus monbeigii (Cardot) N.P.Balakr.
- Sorbus muliensis McAll.
- Sorbus obsoletidentata (Cardot) T.T.Yu
- Sorbus occidentalis (S.Watson) Greene
- Sorbus oligodonta (Cardot) Hand.-Mazz.
- Sorbus olivacea McAll.
- Sorbus ovalis McAll.
- Sorbus parva McAll.
- Sorbus parvifolia (Blatt.) N.P.Balakr.
- Sorbus parvifructa McAll.
- Sorbus pontica Zaik.
- Sorbus poteriifolia Hand.-Mazz.
- Sorbus prattii Koehne
- Sorbus × proctoriana T.C.G.Rich
- Sorbus pseudohupehensis McAll.
- Sorbus pseudovilmorinii McAll.
- Sorbus randaiensis (Hayata) Koidz.
- Sorbus reducta Diels
- Sorbus rehderiana Koehne
- Sorbus rinzenii Rushforth
- Sorbus rockii P.D.Sell
- Sorbus rosea McAll.
- Sorbus rubescens McAll.
- Sorbus rufopilosa C.K.Schneid.
- Sorbus rushforthii McAll.
- Sorbus rutilans McAll.
- Sorbus sambucifolia (Cham. & Schltdl.) M.Roem.
- Sorbus sargentiana Koehne
- Sorbus scalaris Koehne
- Sorbus scopulina Greene
- Sorbus setschwanensis (C.K.Schneid.) Koehne
- Sorbus shirinensis Hadac & Chrtek
- Sorbus sitchensis M.Roem.
- Sorbus splendens Grimshaw & C.R.Sanders
- Sorbus subfusca (Ledeb. ex Nordm.) Boiss.
- Sorbus sujoyi Ghora
- Sorbus tenuis McAll.
- Sorbus tianschanica Rupr.
- Sorbus tiantangensis X.M.Liu & C.L.Wang
- Sorbus tiliifolia H.Zare, Amini & Assadi
- Sorbus ulleungensis Chin S.Chang
- Sorbus ursina (Wall. ex G.Don) S.Schauer
- Sorbus vilmorinii C.K.Schneid. – jarząb Vilmorina
- Sorbus wallichii (Hook.f.) T.T.Yu
- Sorbus wilsoniana C.K.Schneid.
- Sorbus × yokouchii M.Mizush. ex T.Shimizu
- Sorbus zayuensis T.T.Yu & L.T.Lu